# Niederwaldkirchen
Niederwaldkirchen település Ausztriában, Felső-Ausztria tartományban, a Rohrbachi járásban, területe 28 km².

## Fekvése
Tengerszint feletti magassága 525 méter. Niederwaldkirchen Sankt Martin im Mühlkreis, Kleinzell im Mühlkreis, Sankt Ulrich im Mühlkreis, Sankt Johann am Wimberg, Sankt Veit im Mühlkreis és Herzogsdorf településekkel határos.

## Népesség
Lakosainak száma 1816 fő (2018. január 1.).